# Телефонная связь в Новосибирске
Телефонная связь в Новосибирске появилась в 1906 году.

## История

### Период Российской империи
Телефонная связь в городе создана в 1906 году по инициативе добровольного пожарного общества после соглашения с Главным управлением почт и телеграфов. Она была организована, вероятнее всего, именно как средство для борьбы с огнём, так как появилась возможность своевременного оповещения о возгораниях.
По соглашению предельный уровень платы за использование телефона должен был составлять 75 рублей в год, в случае же возможного десятипроцентного повышения эксплуатационных доходов предусматривалось снижение абонентской платы в определённой пропорции.
В 1914 году добровольно-пожарное общество провело реконструкцию телефонной сети.
Технический надзор за эксплуатацией сети осуществляли правительственные чиновники Томского почтово-телеграфного округа. Концессия по эксплуатации выдавалась на 18 лет и продлевалась в случае должного выполнения условий.
Новониколаевская телефонная сеть была создана на основе оборудования компании «Эриксон». На 1917 год она состояла из центральной телефонной станции на 574 абонента, также действовали две подстанции на вокзалах Алтайской (16 абонентов) и Омской (60 абонентов) железных дорог. Протяжённость телефонной сети достигала 43 вёрст, длина воздушных проводов — 967 вёрст, подземных кабелей — 256 саженей. Связь осуществлялась посредством однопроводных линий, коммутаторы системы местной батареи были полного суточного действия.
Телефонной связью в Новониколаевске были обеспечены полицейское управление, отделы казначейства, вокзал, городская управа, банки (в том числе отделение Госбанка), переселенческий пункт, аптеки, больницы, редакции газет, средние учебные заведения и общественные здания. Почтово-телеграфная контора также была телефонизирована — по договору 1906 года была предусмотрена передача телеграмм посредством телефона. Квартирные телефоны были главным образом у должностных лиц: городского головы, начальника железнодорожной станции, полицмейстера, городского архитектора, начальника гарнизона, техника электростанции, руководителя почтово-телеграфной конторы.

### Период Гражданской войны
Во время Гражданской войны в результате отсутствия квалифицированного контроля и дефицита материалов телефонная сеть Новониколаевска находилась «далеко не на высоте своего благоустройства». В конце 1919 года после окончательного прихода советской власти городская сеть была национализирована и перешла в ведение губернского управления связи, находившегося в Томске.

### 1920-е
В 1921 году Новониколаевск стал губернским центром, а в 1925 году и главным городом Сибирского края, что способствовало притоку большого числа учреждений, нуждавшихся в телефонизации. Снятие телефонов в одних местах и установка в других препятствовало ремонту и реконструкции городской линии. Эта проблема была частично решена после переезда в Новониколаевск Сибпочтеля, которому из-за большого объёма работ пришлось объявить в сми о переносе действующих номеров до завершения ремонта и прекращении установки новых номеров.
В 1926 году в городе было 878 абонентов, воздушные линии достигали 54,3 км, протяжённость воздушного кабеля составляла 3,4 км, подземного — 0,57 км. В этот же период новосибирские связисты в числе первых в стране начали думать о создании автоматической телефонной связи. Идея о проведении линий по воздуху также устарела. Целесообразнее было проводить линии в специальной бетонной канализации под землёй. Шла эпоха НЭПа, Советская Россия сотрудничала со многими иностранными компаниями. В 1929 году «Эриксон» построил в Ростове-на-Дону первую в Советском Союзе АТС. Аналогичную станцию планировали построить ещё к 1928 году и в Новосибирске, однако ввод в эксплуатацию состоялся только в мае 1931 года.

### 1930-е
Ёмкость АТС-2 включала уже 3000 номеров, в свою очередь возросло качество связи. Инженеры и техники в подробностях объясняли людям об особенностях современного оборудования и его преимуществах, таких как гарантия от внезапного рассоединения и абсолютная конфиденциальность разговора. Кроме того, была издана серия плакатов с инструкциями по обращению с номеронабирателем.
Механическая АТС имела ряд недостатков: для контактного поля искателей был использован неблагородный металл, у реле были одинарные контакты, повреждались гибкие шнуры приборов. Для регулярной смазки и чистки оборудования требовались существенные трудозатраты работников станции, к тому же при создании первой городской АТС сэкономили на оборудовании исходящих вызовов: каждой 500-номерной группе отводилось лишь 40 приборов для исходящего трафика, что приводило к длительному ожиданию абонентами ответа станции.
В 1935 году АТС Новосибирска увеличилась ещё на 2,5 тысяч номеров.

### Великая Отечественная война
Во время Великой Отечественной войны в город были эвакуированы предприятия из европейской части страны, нуждавшиеся в телефонной связи. Из 128 специалистов НГТС 56 были призваны в Красную Армию, в результате чего существенно увеличилась нагрузка как на сеть, так и на каждого сотрудника. В условиях военного времени пришлось ограничить доступ к сети для ряда абонентов.
Одновременно с эвакуированным промышленным оборудованием в Новосибирск привезли и технику связи, кроме того, в город прибыли специалисты из ленинградского института «Гипросвязь», значительно укрепившие коллектив НГТС. В августе 1941 года из оккупированного Киева в Новосибирск эвакуируют АТС на 2000 номеров и опытного инженера-связиста Х. Л. Гомельского, которого ставят на должность руководителя НГТС. Бюро обкома ВКП(б) принимает решение об укрупнении АТС с использованием эвакуированного оборудования, благодаря чему ёмкость станции возросла до 7,5 тысяч номеров. В этот же период в Новосибирске функционировали 59 коммутаторных установок на предприятиях с ёмкостью более 11 тысяч номеров. К примеру, авиационный завод имени Чкалова располагал собственной телефонной станцией на 1000 абонентов, запущенной с помощью специалистов НГТС, благодаря которым заработала и телефонная станция на «Сибкомбайне».

### Первые послевоенные годы
После окончания Великой Отечественной войны в Советском Союзе начали производить декадно-пошаговые АТС. Произведённая в 1947 году на ленинградском заводе «Красная заря» станция получила название АТС-47. Однако механические станции эксплуатировались ещё долгое время. Центральную АТС города увеличили до 9300 номеров.

### 1950-е
В первые годы после окончания войны специалисты прибывали в Сибирь из европейской части Советского Союза, это были выпускники Московского института связи и Смоленского техникума связи, тем не менее уже в начале 1950-х годов появляются высококвалифицированные специалисты, подготовленные в самом Новосибирске. В 1953 году был создан Новосибирский электротехнический институт связи (сейчас — СибГУТИ), также в городе действовали профильное ГПТУ-54 и электротехникум связи.
Одной из проблем телефонной сети была большая рассредоточенность городской застройки, появлялись жилые массивы близ железнодорожных станций, предприятий, возле Новосибирской ГЭС и организаций СО РАН. Для сообщения с такими микрорайонами как Академгородок сотрудники НГТС вынуждены были использовать оборудование сельской и междугородней связи, но из-за небольшого количества каналов это также не решало задачи. Качества связи на больших расстояниях удалось достичь лишь после проведения высокочастотных кабелей типа МКС и ввода оборудования уплотнения КРР30/60, благодаря которому количество каналов в одной паре увеличилось с 2—8 до 30—60 вместе с одновременным усилением.
Из-за недостатка телефонных номеров каждое крупное предприятие стремилось приобрести собственную телефонную станцию, в итоге возникла ситуация, при которой ёмкость ведомственных станций оказалась в полтора раза больше ёмкости станций НГТС.

### 1960-е
В 1960 году была введена АТС-4 на 3600 номеров, ставшая первой на левом берегу и первой декадно-шаговой АТС Новосибирска. В скором времени начала действовать АТС ёмкостью 2600 номеров в Заельцовском районе. Вместе с этим шла передача ряда ведомственных станций на баланс сети.
В тот период АТС занимали первые этажи домов, из-за чего возникали различные неудобства для жителей: шум от декадно-шагового оборудования и передвижной дизельной электростанции, которая была нужна на случай прекращения подачи электроэнергии (последняя к тому же засоряла воздух газовыми выхлопами); низкие потолки, теснота, плохая вентиляция в автоматных залах и температура выше 30° — все эти негативные стороны работы автоматических станций стали в 1960-х годах поводом для отказа размещать их в жилых зданиях.
Первая новосибирская АТС, занявшая отдельное здание, появилась при постройке Академгородка (Дом Связи), потом появились ещё два здания: одно — в Октябрьском районе (под АТС-6), другое — в Дзержинском (под АТС-7). Однако проектировщики этих зданий не учли будущего развития телефонной сети. Впоследствии удалось расширить лишь здание для АТС-6, тогда как отсутствие помещения в Дзержинском районе долго препятствовало дальнейшему совершенствованию узла.
В 1966 году на смежных с АТС-2 площадях смонтировали декадно-шаговую АТС-22, а технику для создания дополнительных ступеней искания разместили на остальных станциях.
В 1967 году в ночь с 18 на 19 февраля Новосибирск перешёл на шестизначную нумерацию, одновременно прекратила существование старейшая в городе АТС.
В августе 1967 года по инициативе руководства области в Новосибирск прибыла комиссия Министерства Связи, в итоге был составлен план возведения пяти зданий АТС для наиболее нуждающихся районов, для этого была проделана колоссальная организационная работа под личным контролем председателя Гориспокома И. П. Севастьянова. Кроме того, городские власти помогли при создании производственной базы, постройку которой НГТС вела «за счёт собственных средств развития».

### 1970-е
В 1970—1972 годах завершилось строительство производственной базы, состоявшей из громадного здания в 4000 м² с мастерскими, складами, эстакадой и гаражами.
На Степной улице появилась АТС-43, на Затулинке — АТС-42, на улице Крылова — АТС-24, на территории Гусинобродского жилмассива была введена АТС-67, на улице Новогодней — АТС-46. 46-я станция ёмкостью 10 тысяч номеров стала первой координатной АТС за Уралом.
Ввод новых мощностей с 1970-х годов до начала 1980-х был в целом планомерным. В 1977 году в городе появился 100-тысячный абонент. Впоследствии в Новосибирске появлялось по 10 тысяч номеров ежегодно.

### 1980-е
В начале 1980-х годов по ключевым показателям НГТС стала одной из лучших в Советском Союзе. По уровню телефонной плотности в 10,26 на 100 жителей станция заняла третье место в стране.

### 1990-е
В 1992 году в городе были созданы первые электронные станции (10-я и 11-я). В июле этого года НГТС стала независимым предприятием, в декабре — акционерным обществом, гендиректором которого стал В. Ф. Пашковский, к этому времени руководивший городской сетью уже 20 лет.
15 октября 1993 года НГТС заключила первое соглашение с бельгийской «Алкатель Белл», в марте 1995 года технику этой компании смонтировали и ввели в эксплуатацию.
Система НГТС пополнилась радиопоисковой станцией, дочерней сотовой компанией, транспортной сетью передачи данных, платными информационно-справочными услугами, интернетом.
С 1992 по 2000 год в появилось свыше 180 тысяч номеров, введены в строй оптико-волоконное кольцо SDH, в то же время полностью заменяются декадно-шаговые АТС города и модернизируются координатные.

### 2000-е
В январе 2001 года НГТС стала филиалом компании «Городская электросвязь».
1 июля 2005 года городская сеть перешла на семизначную нумерацию.
24 июля 2006 года появился 500-тысячный абонент.